# Medesano
Medesano és un municipi situat al territori de la província de Parma, a la regió de l'Emília-Romanya, (Itàlia).
Medesano limita amb els municipis de Collecchio, Fidenza, Fornovo di Taro, Noceto, Pellegrino Parmense, Salsomaggiore Terme i Varano de' Melegari.

## Galeria

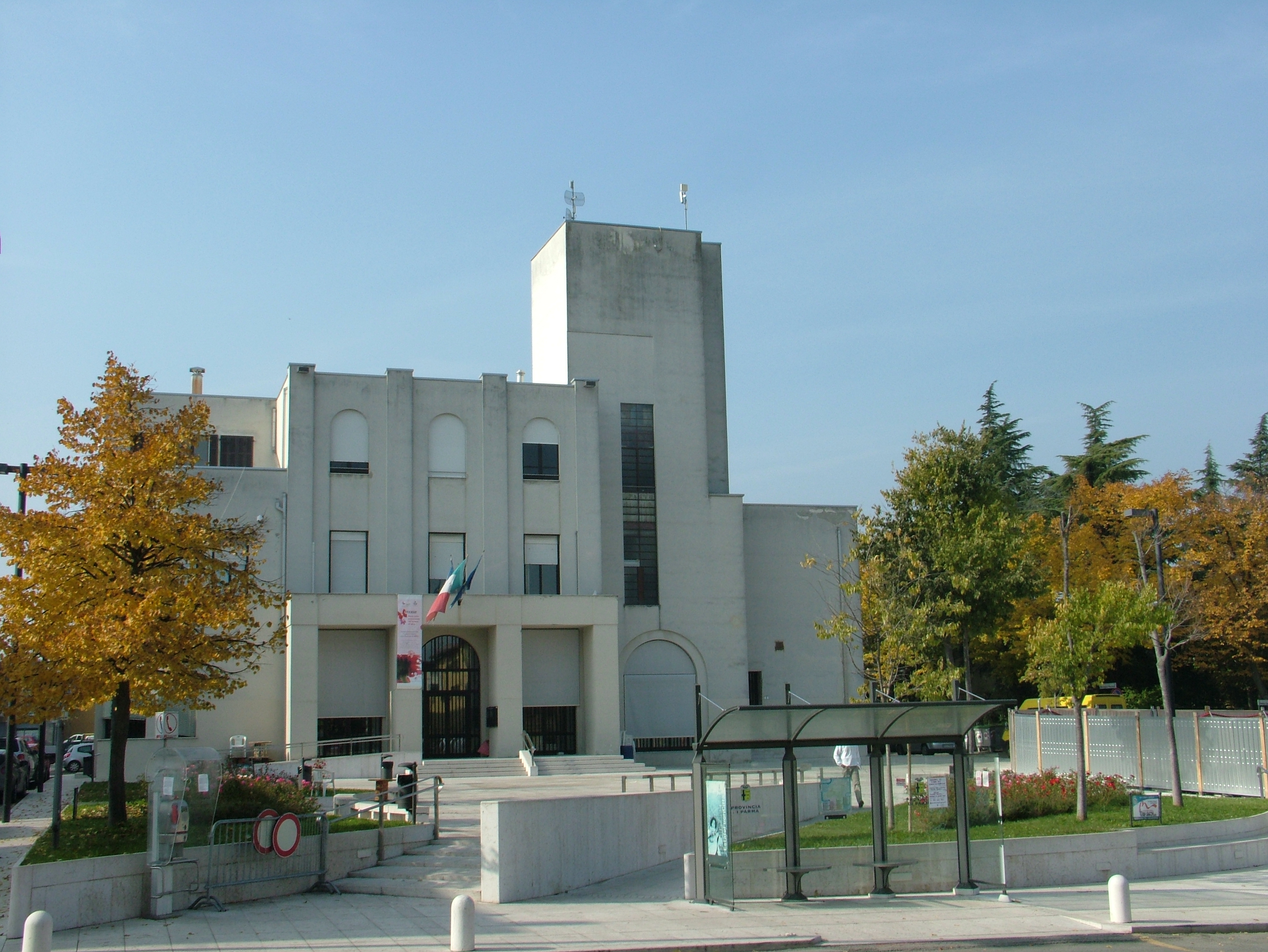
Ajuntament
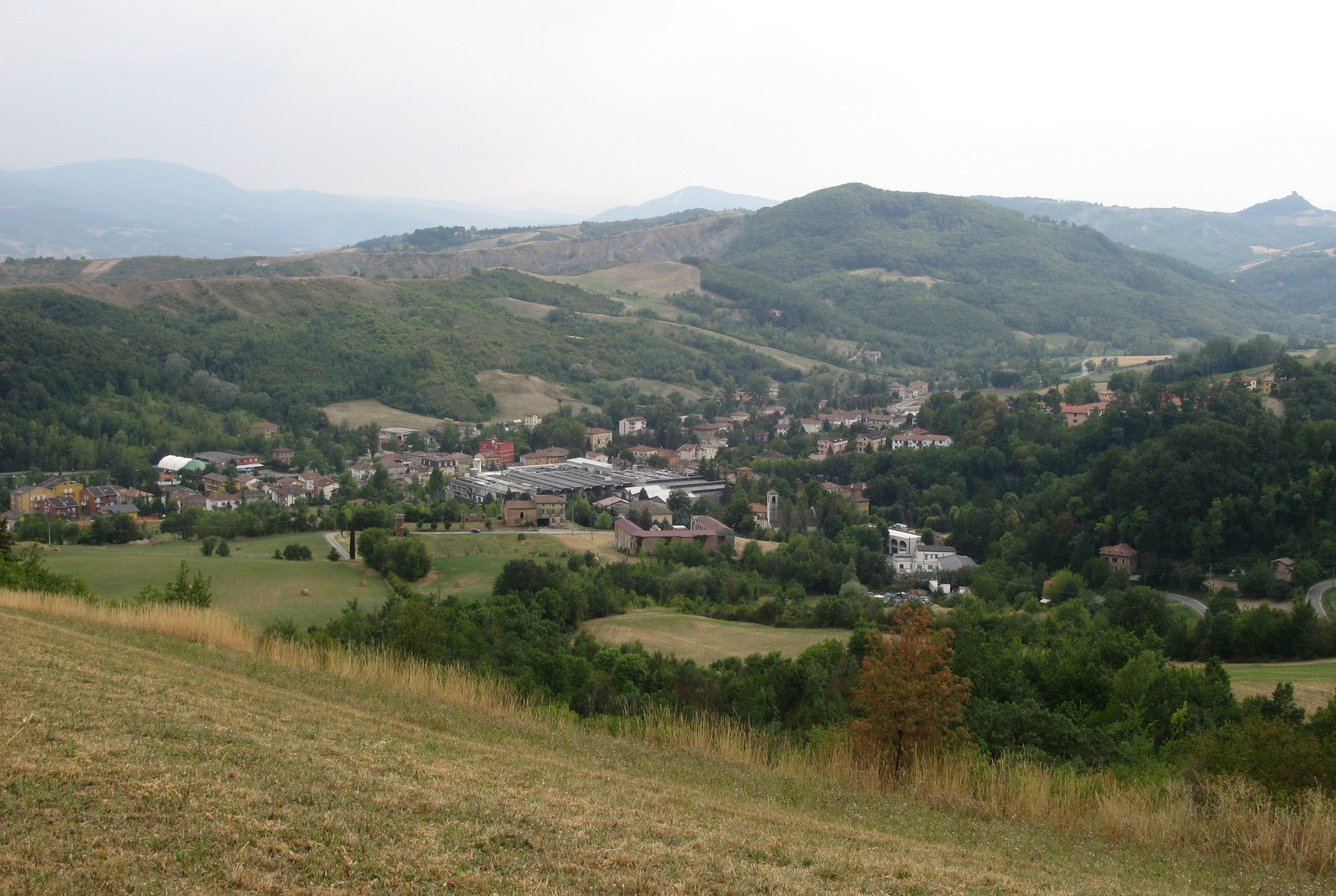
Vista de Sant'Andrea Bagni